# 小贝尔特海峡

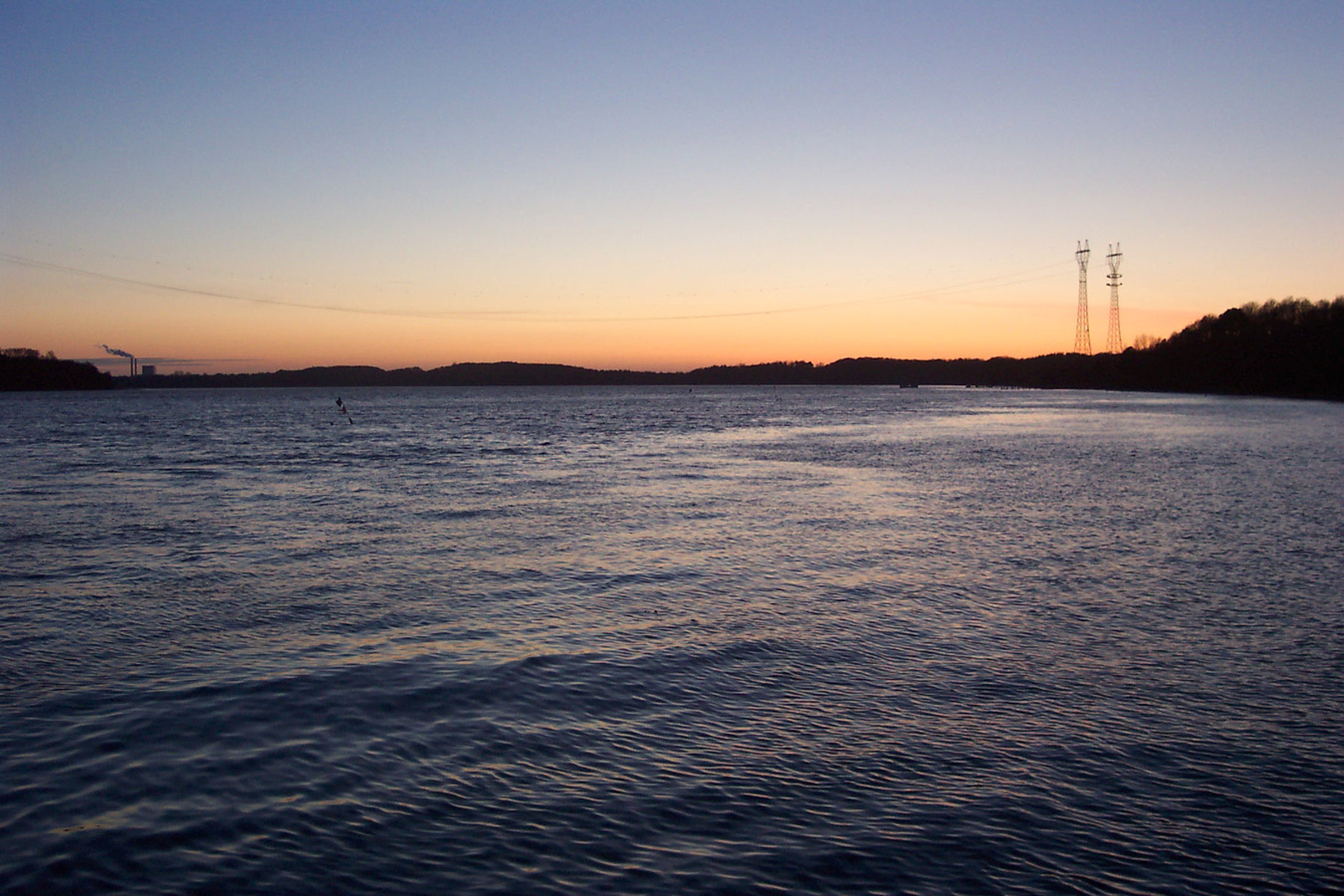
小貝爾特海峽的一景

小贝尔特海峡（丹麥語：Lillebælt），亦有意译为小带海峡者，是丹麦日德兰半岛和菲英岛之间的一道海峡，北连卡特加特海峡，南接波罗的海基尔湾。该海峡全长50公里，最窄处仅800米，新小贝尔特桥和旧小贝尔特桥横跨于该海峡上。